# Sant Martí dels Alamús
Sant Martí dels Alamús és una església parroquial del municipi dels Alamús (Segrià) protegida com a bé cultural d'interès local.

## Descripció
Església d'una sola nau de dimensions reduïdes, amb dues capelletes corresponents al creuer que estan connectades amb la nau per un arc de mig punt. En aquest arc, la pèrdua parcial del guix que arrebossava les parets ha deixat veure una decoració geomètrica en alt relleu molt senzilla però poc comuna.
La façana principal, que dona a la plaça, té una portada d'accés amb elements clàssics: frontó triangular sostingut per pilastres adossades de capitells poc decorats. Al damunt s'obre un gran òcul circular i a dalt un campanar de paret amb tres ulls.

## Història
L'església és esmentada ("Alamurs") a l'"Ordinatio" del 1168 i constituí una pabordia de la seu de Lleida. Fou construïda sobre l'antiga mesquita i es va dedicar a Sant Martí de Tours. Conserva encara alguns vestigis de l'obra romànica, però fou molt reformada al segle xvi i, sobretot, al segle xviii.